# Jingmen Tick Virus

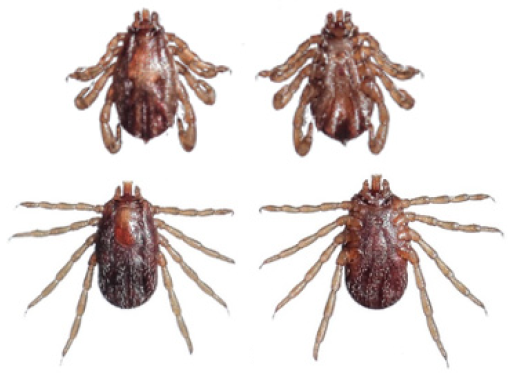
Rhipicephalus microplus, die Zeckenart in der JMTV erstmals und am häufigsten gefunden wurde. Rücken- (links) und Bauchansicht eines Männchens (oben) und Weibchens.

„Jingmen Tick Virus“ (JMTV, deutsch: Jingmen-Zeckenvirus) ist der vorgeschlagene Name einer Spezies von RNA-Viren. Die Art ist namensgebendes Mitglied der Jingmenvirus-Gruppe. Das einzelsträngige Genom ist in vier getrennte Abschnitte segmentiert.
Er wurde ursprünglich in der Region Jingmen in der Provinz Hubei im östlichen Zentralchina in Zecken der Art Rhipicephalus microplus gefunden, die 2010 gesammelt wurden. Die Arbeit wurde 2014 veröffentlicht.
Da gleichartige Sequenzen unabhängig voneinander isoliert wurden, hat JMTV auch andere Namen bekommen: Mogiana Tick Virus (MGTV; 93 bis 97 % Übereinstimmung bei der Sequenz der Aminosäuren), Kindia tick virus, Guangxi tick virus, Amblyomma virus und Manych virus (je über 95 % identische RNA-Sequenzen).

## Genetik
Die vier Genomsegmente bestehen aus einzelsträngiger RNA, die am 3'-Ende polyadenyliert sind, wie das auch bei mRNA der Fall ist. Ob am anderen Ende eine 5′-Cap-Struktur vorhanden ist wie in anderen Flaviviridae ist noch nicht untersucht (Stand 2022). An beiden Enden der Genomsegmente ist je eine neun Basen lange Sequenz vorhanden, die zwischen den Segmenten konserviert ist. Die Gesamtlänge des Genoms liegt mit 11401 Nukleotiden ähnlich wie bei der Gattung Flavivirus.
Die Segmente 1 und 3 enthalten jeweils ein Gen, das große Ähnlichkeit mit den Proteinen NS3 beziehungsweise NS5 der Viren der Gattung Flavivirus hat. Daher wird die Gruppe in die Familie der Flaviviridae eingeordnet. Das NS5-ähnliche Protein wird auch als NSP1 bezeichnet. „NSP“ steht für Nicht-Struktur-Protein, also ein Protein das kein Bestandteil des Kapsids oder der Virushülle ist. Es handelt sich um eine RNA-abhängige RNA-Polymerase. Das NS3-ähnliche Protein wird auch als NSP2 bezeichnet. Es ist eine Helikase und Serinprotease.
Die Genomsegmente 2 und 4 enthalten offene Leseraster (ORFs) für die Proteine VP1 beziehungsweise VP2 und VP3. Es wird angenommen, dass dies Kapsidproteine, Hüllenproteine und Membranproteine sind. VP steht für Virusprotein. Biochemische Analysen zeigten, dass die Viruspartikel eine Hülle haben. Als nuORF wird ein kurzes offenes Leseraster bezeichnet, das mit dem von VP1 auf Segment 2 fast vollständig überlappt
| Segment | Länge (Nukleotide) | Anzahl ORFs a | Name b     | Flavivirus-Homolog | Funktion(en)                                        |
| --- | ------------------ | ------------- | ---------- | ------------------ | --------------------------------------------------- |
| 1 | 3072               | 1             | NSP1       | NS5                | RNA-abhängige RNA-Polymerase und Methyltransferase  |
| 2 | 2785               | 2             | VP1, nuORF | -                  | vermutetes Hüllprotein, unbekannt                   |
| 3 | 2793               | 1             | NSP2       | NSB2/NS3           | Transmembrandomäne, Serinprotease und Helikase      |
| 4 | 2751               | 2             | VP2, VP3   | -                  | vermutetes Capsidprotein, vermutetes Membranprotein |
| a ORF, Open Reading Frame, offenes Leseraster. Hier ist die Zahl der möglichen Proteine angegeben, die von diesem Segment codiert werden können. b Name der codierten Proteine oder des ORFs. |                    |               |            |                    |                                                     |

## Verbreitung

### Weltweite Verbreitung in Zecken
In Brasilien wurde 2013 aus Rhipicephalus microplus eine Teilsequenz eines JMTV-Genoms sequenziert und noch vor der Veröffentlichung von JMTV 2014 als Mogiana Tick Virus (MGTV) bezeichnet. Später stellte sich heraus, dass es sich ebenfalls um JMTV handelte, mit 93 bis 97 % Übereinstimmung bei der Sequenz der Aminosäuren. Verschiedene RNA-Sequenzen, die über 95 % identisch sind und daher wohl JMTV zugerechnet werden können, wurden ursprünglich als Kindia tick virus, Guangxi tick virus, Amblyomma virus und Manych virus bezeichnet.
Bis 2022 konnte JMTV festgestellt werden in Proben aus folgenden weiteren Ländern: Laos, Japan, Türkei, Italien, Kosovo, Rumänien, Russland, Trinidad und Tobago, Französische Antillen, Kolumbien, Uganda, Guinea und Kenia.
Am häufigsten wurde JMTV in Rhipicephalus microplus entdeckt. In manchen Populationen waren über die Hälfte der Zecken infiziert, beispielsweise 53–63 % der untersuchten Tiere in China und 25–67 % in Brasilien. Diese Art als die weltweit wichtigste Rinderzecke angesehen, da sie eine Reihe von Krankheiten übertragen kann und in tropischen und subtropischen Regionen weltweit auftritt. Auf Grund des Klimawandels wird angenommen, dass sie bis nach Westeuropa vordringen wird. In den USA wurde in der ersten Hälfte des 20. Jahrhunderts 40 Jahre lang eine zunächst erfolgreiche Ausrottungskampagne durchgeführt, am Beginn des 21. Jahrhunderts war sie jedoch wieder eingewandert.
Aber auch Proben von 25 weiteren Zeckenarten aus mehreren Gattungen waren JMTV-positiv, darunter Rhipicephalus,  Amblyomma, Dermacentor, Haemaphysalis, Hyalomma  und Ixodes. Auch bei diesen wurden in manchen Untersuchungen in China hohe Durchseuchungsraten gefunden, bei Haemaphysalis campanulata und  Dermacentor nutalli waren es je 75 %. Proben aus zwei Stechmückenarten waren ebenfalls positiv.

### Verbreitung in Wirbeltieren und Menschen
Zu den Wirbeltieren, in denen JMTV-RNA nachgewiesen wurde, gehören Rinder, Primaten, elf Fledermausarten aus sechs Gattungen, elf Nagetierarten aus sieben Gattungen sowie kenianische Pantherschildkröten (Stigmochelys pardalis). Die Häufigkeit der Infektion lag niedriger als bei Zecken. Untersuchungen in China fanden an Rindern fand 3,5–10 % Befall, an Fledermäusen 12 % und an Nagetieren 7 %. Brasilianische Rinder waren zu 14 % positiv, kenianische Pantherschildkröten, die ebenfalls von Zecken befallen werden, zu 67 %. Antikörper gegen JMTV konnten in Rindern aus China ebenfalls nachgewiesen werden, in drei Regionen lag die Positivrate zwischen 18 und 37 %.
Bei einem von 70 Patienten mit Zeckenbissen aus Frankreich wurden Anti-JMTV-Antikörper gefunden.
Bei zwölf Patienten, die von 2013 bis 2015 im Kosovo am Krim-Kongo-Fieber erkrankten wurden neben dem Erreger der Krankheit auch noch weitere Virengenomsequenzen nachgewiesen, darunter bei drei Patienten JMTV.
Eine 2019 veröffentlichte chinesische Studie untersuchte von 16 Patienten Biopsien der Haut aus der Nähe von Zeckenbissen. Aus vier der Biopsien konnten Genomsequenzen von JMTV isoliert werden und auch aus dem Blut dieser vier Patienten. In-situ-Hybridisierungen an Schnitten der Biopsien zeigten starke Anreicherung von Virussequenzen in manchen Bereichen, welche die Autoren als Nachweis einer Virusvermehrung im Menschen ansahen. Die Autoren der Studie fanden bei den betroffenen Patienten häufig einen juckenden oder schmerzhaften Wundschorf und eine histologisch nachweisbare Nekrose an der Einstichstelle sowie häufig geschwollene Lymphknoten. Außerdem wurden Blutproben 509 ehemaliger Patienten auf Anti-JMTV-Antikörper untersucht. Bei acht von ihnen war der Nachweis positiv, aber negativ für Antikörper gegen FSME-Viren. Diese acht Patienten erkrankten zwischen 2010 und 2018 und zeigten teils stärkere klinische Symptome wie hohes Fieber, Kopfschmerzen und Muskelschmerzen. Es blieb unklar, inwieweit die beobachteten Symptome tatsächlich auf die JMTV-Infektion zurückgingen oder möglicherweise auf parallele Infektion mit einem weiteren Erreger. Tatsächlich waren drei der ehemaligen Patienten auch mit Rickettsien infiziert, welche ebenfalls durch Zecken übertragen werden.
Zusammengenommen legen die vorhandenen Daten nahe, dass sich JMTV auch in Wirbeltieren und Menschen vermehren kann, auch wenn unklar ist in welchen Zelltypen und welche pathologischen Folgen dies hat.

## Übertragung
Generell ist noch wenig über den Übertragungszyklus des Virus bekannt. Es wurde in allen Entwicklungsstadien von Zecken gefunden: ausgewachsenen Tieren, Nymphen und auch in Larven, die noch kein Blut gesaugt hatten. Dies lässt vermuten, dass auch eine Übertragung von Zecke zu Zecke möglich ist, zumindest von der Mutter auf die Nachkommen. Der Nachweis im Speichel infizierter Zecken macht es wahrscheinlich, dass JMTV beim Biss an die Wirtstiere weitergegeben wird. Ein Vergleich von Gensequenzen ergab, dass diese sich mit zunehmender geografischer Entfernung stärker voneinander unterscheiden, dass es aber keine Rolle spielte, ob die Sequenz aus Zecken oder Wirbeltieren stammte. Dies spricht ebenfalls für eine wechselseitige Übertragung zwischen Zecken und deren Wirtstieren.
Eine dauerhafte Vermehrung von JMTV im Labor ist bisher (Stand 2022) nicht gelungen, in Säugetier-Zellkulturen lediglich ein Infektion von Zelllinien über einige Passagen. Dies reichte jedoch um Viruspartikel zu isolieren. Elektronenmikroskopische Untersuchungen ergaben einen Durchmesser von etwa 70–80 nm mit erkennbaren Vorsprüngen. Eine Arbeit, die eine Vermehrung in einer Zecken-Zellkultur beschreibt, gibt nicht an für wie viele Passagen dies gelang.